# Дамаджана
Дамаджана (от френски: dame-jeanne) е съд, по същество голяма бутилка с кръгла форма, който служи за съхраняване на течности, а също така и за ферментация на вино и бира. Обикновено отгоре има гумена или коркова запушалка. В повечето случаи дамаджаната е направена от стъкло, в редки случаи от пластмаса, и то за лабораторни нужди. Средната вместимост е от 3 до 25 литра. В България и някои други страни по света дамаджаните са плетени – върху стъклото се прави решетъчна плетка от тръстика, ракита или пластмаса.